# Antoine Bourlange
Antoine Bourlange  est un sculpteur académique français, né le 30 décembre 1872 à Villeneuve-sur-Lot ou il est mort le 16 décembre 1951.

## Biographie
Il entre à seize ans à l’École supérieure des beaux-arts de Toulouse puis à entre à l’École des beaux-arts de Paris le 1er mars 1893 comme élève sculpteur. Il fut l'élève de Alexandre Falguière et d'Antonin Mercié.
Il participe à de nombreux Salons des artistes français (de 1893 à 1914) et y obtient en 1903 une médaille de 2e classe. Après la Grande Guerre, il sculpta de nombreux monuments aux morts, notamment en Lot-et-Garonne. Certaines de ses œuvres sont conservées au Musée de Gajac à Villeneuve-sur-Lot.

Œuvres d'Antoine Bourlange
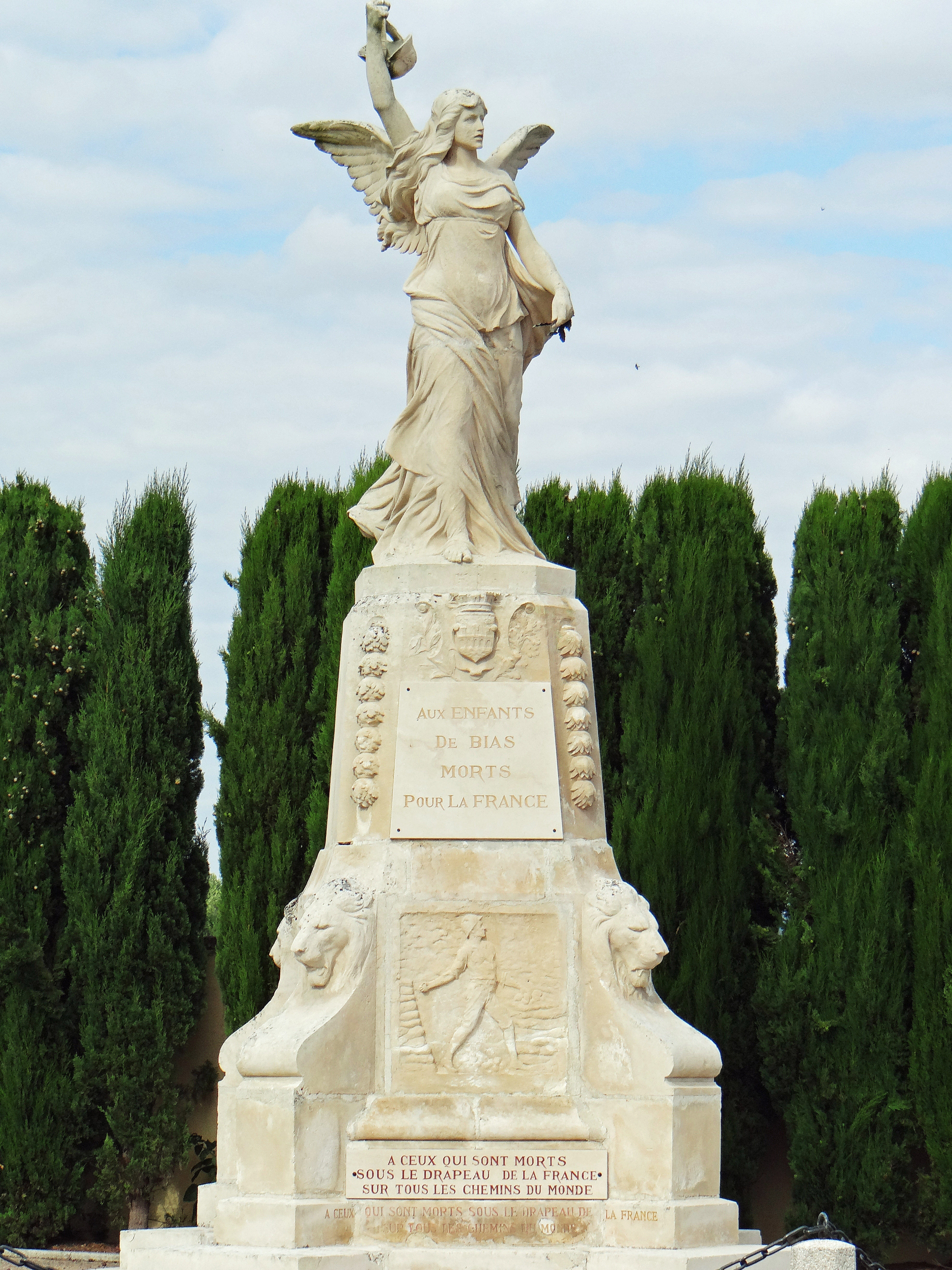
Bias, Monument.
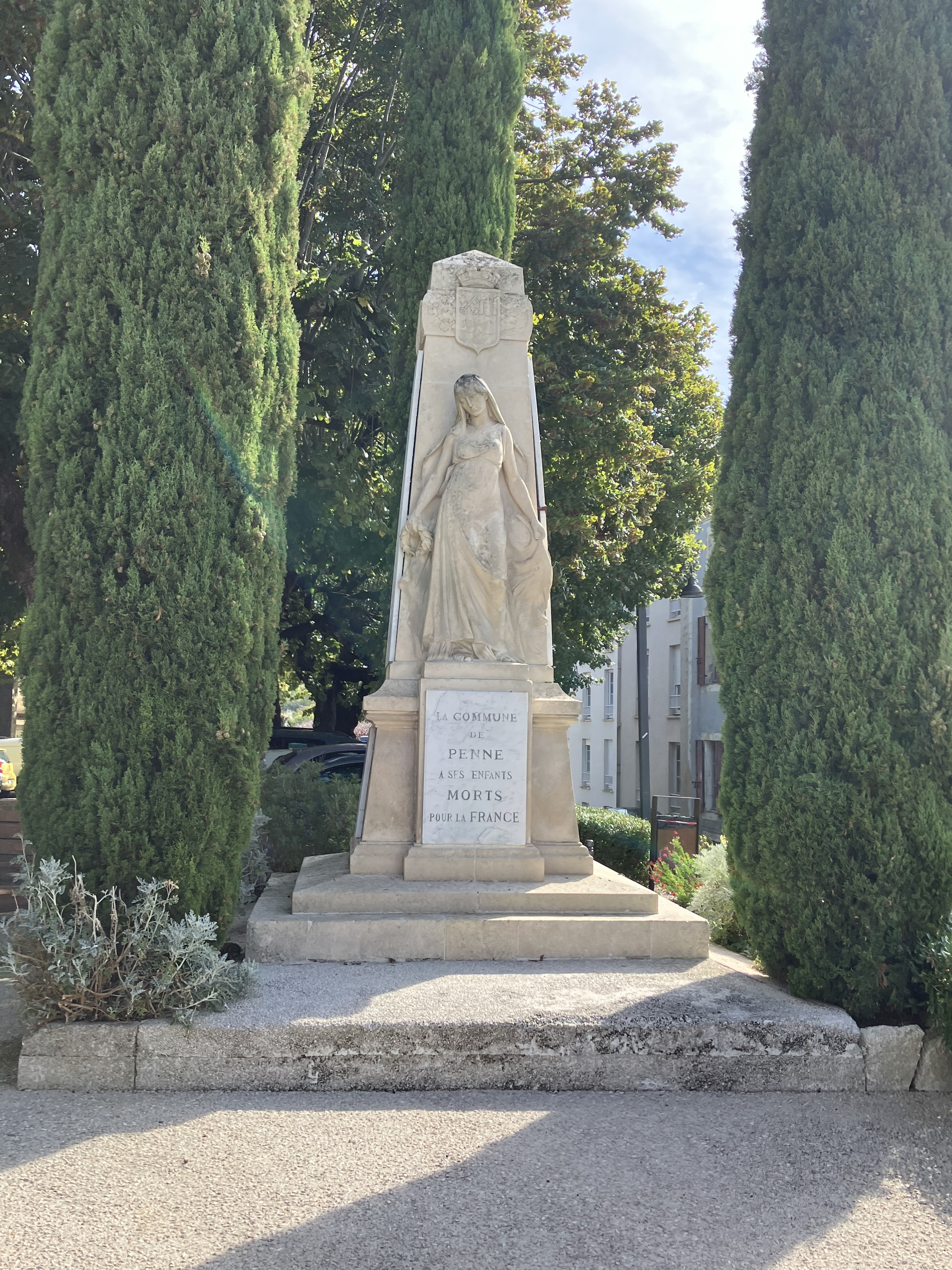
Penne, Monument.

## Principales œuvres

### Monuments commémoratifs
Le tableau suivant représente la liste des monuments commémoratifs, leur inscription dans la plateforme du patrimoine et leur localisation.
| Date              | Monument                                                              | Département                                                    | Lieu                           | Notes                                                              | Base pop.culture     | Coordonnées                                 | Illustration |
| ----------------- | --------------------------------------------------------------------- | -------------------------------------------------------------- | ------------------------------ | ------------------------------------------------------------------ | -------------------- | ------------------------------------------- | ------------ |
| 24 octobre 1897   | buste bronze du lieutenant Palice                                     | Lot-et-Garonne                                                 | Cancon                         | Remplacé après la Seconde Guerre mondiale par une coupe en ciment. | Notice no IA47001218 | Buste fondu pendant Seconde Guerre mondiale |              |
| 1902              | Hermaphrodite endormi (Le Frisson)                                    | Lot-et-Garonne                                                 | Agen Mobilier du lycée Palissy | Installée dans le parc devant le lycée                             |                      | 44° 11′ 59″ nord, 0° 37′ 19″ est            |              |
| 26 juillet 1903   | Paul Froment (ou Froument)                                            | Lot-et-Garonne                                                 | Penne                          |                                                                    | Notice no IA47002845 | Buste fondu pendant Seconde Guerre mondiale |              |
| 1909              | L'épave                                                               | Œuvre anciennement exposée en Loire-Atlantique à Saint-Nazaire |                                | Acquisition de l'Etat 1906 au Salon no 2887                        |                      | Œuvre vandalisée.                           |              |
| 28 septembre 1913 | Le Devoir Civique                                                     | Lot-et-Garonne                                                 | Marmande                       | Commune, exposition 1910                                           | Notice no IA00026088 | À déterminer                                | À déterminer |
| À déterminer      | Tombeau au cimetière Sainte-Catherine famille Granat-Lavergne-Loubère | Lot-et-Garonne                                                 | Villeneuve-sur-Lot             | Femme voilée au pied de la stèle                                   | Notice no IM47002424 | À déterminer                                | À déterminer |

### Monuments aux morts
Antoine Bourlange a réalisé ou participé à partir de 1910 à la réalisation d'une dizaine de monuments aux morts érigés en commémoration des victimes de la guerre de 1870 et de la Première Guerre mondiale. La majorité des monuments sont localisés en Lot-et-Garonne, et deux dans le Gers.
Le tableau suivant représente la liste des monuments aux morts, leur inscription dans la plateforme du patrimoine et leur localisation.
| Date             | Monument                                                                     | Département    | Ville                        | Base pop.culture     | Coordonnées                      | Image        |
| ---------------- | ---------------------------------------------------------------------------- | -------------- | ---------------------------- | -------------------- | -------------------------------- | ------------ |
| 1923             | Aux Enfants de Bias Morts pour la France                                     | Lot-et-Garonne | Bias                         | Notice no IA47001801 | 44° 25′ 03″ nord, 0° 40′ 07″ est |              |
| 5 octobre 1922   | La Commune de Fleurance à ses Enfants Morts au Champ d'Honneur               | Gers           | Fleurance                    |                      | 43° 51′ 06″ nord, 0° 39′ 30″ est | À déterminer |
| 5 juin 1910      | Monument aux morts de la guerre de 1870                                      | Lot-et-Garonne | Fumel                        | Notice no IA47000574 | 44° 30′ 01″ nord, 0° 57′ 55″ est | À déterminer |
| 1921             | La Commune de Monclar d'Agenais à ses Enfants Morts au Champ D'honneur       | Lot-et-Garonne | Monclar                      | Notice no IA47001986 | 44° 26′ 49″ nord, 0° 31′ 34″ est | À déterminer |
| 20 novembre 1921 | La Commune de Penne à ses Enfants Morts pour la France                       | Lot-et-Garonne | Penne-d'Agenais              | Notice no IA47002843 | 44° 23′ 19″ nord, 0° 49′ 08″ est |              |
| 20 mai 1923      | La Commune de Pessan à ses Enfants                                           | Gers           | Pessan                       |                      | 43° 37′ 15″ nord, 0° 38′ 55″ est |              |
| 1923             | La Commune de Pujols à ses Enfants Morts au Champ d'honneur                  | Lot-et-Garonne | Pujols                       | Notice no IA47002367 | 44° 23′ 10″ nord, 0° 41′ 24″ est |              |
| 1920             |                                                                              | Lot-et-Garonne | Sainte-Colombe-de-Villeneuve | Notice no IA47002958 | 44° 21′ 34″ nord, 0° 39′ 34″ est | À déterminer |
| 1921             | La Commune de Sainte-Livrade-s-Lot à ses Enfants Soldats de la Grande Guerre | Lot-et-Garonne | Sainte-Livrade-sur-Lot       | Notice no IA47002457 | 44° 23′ 54″ nord, 0° 35′ 17″ est | À déterminer |
| 13 novembre 1921 | La Commune de Seyches à ses Enfants Morts au Champ d'honneur                 | Lot-et-Garonne | Seyches                      |                      | 44° 33′ 04″ nord, 0° 18′ 19″ est |              |

### Église Sainte-Catherine de Villeneuve-sur-Lot
Il a réalisé les chapiteaux de l'église Sainte-Catherine de Villeneuve-sur-Lot en s'inspirant de ceux se trouvant à Moissac et à Toulouse.

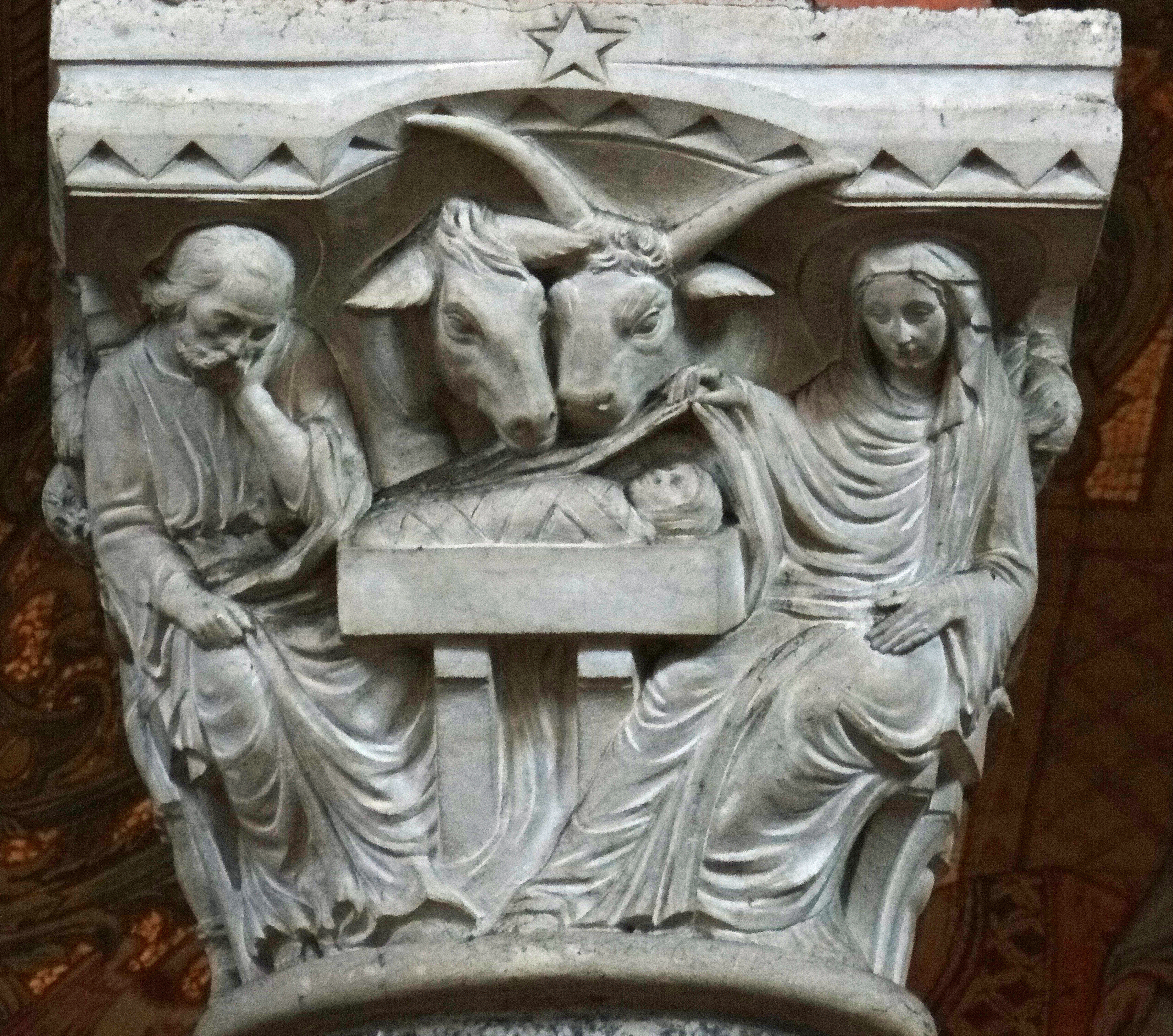
Chapiteau : Naissance du Christ

### Expositions

#### Liste des œuvres exposées
On peut retrouver la liste des œuvres exposées et les médailles obtenues dans les divers catalogues publiés lors des expositions ou sur la base salons.musee-orsay.
Liste des œuvres exposées, Salon des beaux-arts, avec numéro d'exposition dans le catalogue :
- 1893 : M. X... ; buste plâtre, Salon Société des Artistes Français, Palais des Champs-Élysées no 2625.
- 1894 : Bustes plâtre de M. X... et du poète gascon, Victor Delbergé, Salon Société des Artistes Français, Palais des Champs-Élysées no 2627, 2826.
- 1897 : L'éveil [14]; statue plâtre et buste plâtre Jeune fille, Salon Société des Artistes Français, Palais des Champs-Élysées, no 2743, 2744.
- 1898 : Bustes plâtre M. F. G... et Le Bire Mignon[15], Salon Société des Artistes Français, Galerie des machines no 3202, 3203.
- 1899 : Captive, Statue Plâtre Salon Société des Artistes Français,Galerie des machines no 3260.
- 1900 : Buste en plâtre de Mme A. B..., Salon Société des Artistes Français, place de Breteuil no 1862.
- 1901 : Premier frisson, statue plâtre, Salon Société des Artistes Français, Grand Palais no 3024.
- 1902 : Buste en marbre de Mme M..., Salon Société des Artistes Français, Grand Palais no 2286.
- 1903 : Buste plâtre de M. E. G... et statue de pierre Le Frisson[6], Salon Société des Artistes Français, Grand Palais no 2570, 2571.
- 1904 : L'éveil ; statue marbre, buste plâtre Coiffure lot-et-garonnaise, Salon Société des Artistes Français, Grand Palais no 2705, 2706.
- 1906 : Acquisition de l'Etat au salon L'Épave, groupe pierre, 124e Salon Société des Artistes Français, Grand Palais no 2887.
- 1908 : Nymphe des bois, buste en plâtre, Salon Société des Artistes Français, Grand Palais no 2889.
- 1909 : Circé statue en pierre, Salon Société des Artistes Français, Grand Palais no 3053.
- 1910 : Le Désir statue plâtre et Le Devoir Civique statue en marbre destinée à la ville de Marmande , Salon Société des Artistes Français, Grand Palais no 3332, 3333
- 1914 : Fille d'Eve statue en plâtre, Salon Société des Artistes Français, Grand Palais no 3519

## Distinctions et hommage
- 1897 : Salon Société des Artistes Français, Mention honorable[16],
- 1898 :  Officier d'académie décret du 22 Janvier[17]
- 1903 : Une bourse de voyage [18] ,
- 1903 : 2e classe en Sculpture au Salon Société des Artistes Français pour le Frisson[19],
- 1903 : Prix Desprez 1 000 Fr : pour sa statue Le Frisson[20]
- 1903 : Reçoit la rosette de l'instruction publique le 26 Juillet[7]
- 1927 :  Chevalier de la Légion d'honneur décret du 29 Janvier [21]
- 1929 :  Officier de l'Instruction publique[22]